# Diócesis de Ardbraccan
La diócesis o abadía nullius de Ardbraccan o de Ard Breacáin (en inglés: Diocese of Ardbraccan y en irlandés: Deoise na Ard Breacáin) fue una circunscripción eclesiástica de la Iglesia católica en Irlanda. Se trataba de una abadía nullius latina, sufragánea de la arquidiócesis de Armagh. Fue suprimida probablemente en 1111.

## Territorio y organización
La abadía nullius extendía su jurisdicción sobre los fieles católicos de rito latino residentes en parte del condado de Meath, en la provincia de Leinster.
La sede de la abadía nullius se encontraba en la localidad de Ardbraccan, en las inmediaciones de Navan. Desde la Reforma anglicana el sitio fue residencia del obispo anglicano de Meath y en 1777 se construyó la iglesia de San Ultan perteneciente a la Iglesia de Irlanda, que fue desacralizada en 1981.

## Historia
La sede monástica de Ardbraccan (que significa colina de Braccan) fue fundada por san Braccan, que murió en 650, o en su honor por su sucesor san Ultan, que murió en 657. Braccan era nieto de Carthan Finn, primer príncipe cristiano de Thomond, e hijo de Eochaidh Balldearg, también príncipe de Thomond, a quien san Patricio bautizó. Entre los siglos IX y XII, Ardbraccan fue saqueada e incendiada en 886, 940, 949, 992, 1031 y 1035 por vikingos daneses. 
Hasta el siglo XII la Iglesia en Irlanda estaba dividida en distritos eclesiásticos que estaban bajo el control de los monasterios y los obispos no tenían jurisdicciones propias, sino sedes monásticas. Esto también explicaría cómo en el primer milenio Ardbraccan aparece entre las sedes menores asociadas a la sede de Clonard, que era la sede principal.
Algunas fuentes sitúan su supresión en 1152, que fue cuando tuvo lugar el Sínodo de Kells, sin embargo, Ardbraccan no figura entre las diócesis establecidas por el Sínodo de Ráth Breasail en 1111, por lo que fue una de las sedes monásticas que no sobrevivieron a la reorganización de la Iglesia irlandesa en el siglo XII y su territorio se debió haber incorporado a la diócesis de Clonard en ese sínodo.
En la Edad Media Ardbraccan se convirtió en la sede de los obispos anglicanos de Meath y se erigió una gran casa con una capilla dedicada a Santa María.

## Episcopologio
- San Braccan ? † (?-650 falleció)
- San Ultan † (?-657falleció)
- Tirechan †